# Minutemen (phim)
Minutemen là một bộ phim viễn tưởng, hài, phiêu lưu do Walt Disney Pictures sản xuất năm 2008. Jason Dolley diễn viên trong series Cory in the house thủ vai chính trong phim này. Phim được viết bởi John Killoran dựa trên câu chuyện của David Diamond và David Weissman. Lev L. Spiro được chỉ định làm đạo diễn cho phim này. Ban đầu, phim được dự định sản xuất vào tháng 3 năm 2008, tuy nhiên, vào ngày 25 tháng 1 năm 2008, phim đã được công chiếu trên đài truyền hình Disney Channel.

## Nội dung chính
Bộ phim kể về câu chuyện của ba cậu bạn ở trường trung học Summerton đã cùng nhau chế tạo ra được cỗ máy thời gian và sử dụng nó để trở về quá khứ. Charlie Turtle (Luke Beward), một thần đồng, thiết kế cỗ máy.Zeke Thompson (Nicholas Braun), một thợ kim loại, thực hiện công việc chế tạo. Virgil Fox (Jason Dolley), thủ lĩnh của nhóm, người đủ điên để trở thành người thử chiếc máy đầu tiên.
Bộ phim bắt đầu từ ngày đầu tiên ở trường trung học Summerton. Virgil Fox và bạn thân nhất, Derek Beaugard (Steven R. McQueen), đang bàn luận về tương lai của họ trong những năm cấp ba thì bạn của họ, Stephanie Jameson (Chelsea Staub), cùng tham gia. Sau đó, Stephanie tham gia đội cổ vũ. Derek chơi bóng bầu dục và Virgil đi loanh quanh nói chuyện với một số cầu thủ. Derek dường như có một vài vấn đề trong việc ném bóng cho đến khi có một chiếc xe tên lửa chạy ngang qua sân tập. Trên xe là một thần đồng 11 tuổi, Charlie Turtle, người được học nhảy vài lớp. Derek ném một trái banh để chặn cậu bé lại, trái banh bay thẳng vào đầu Charlie, và cậu bé ngã nhào xuống đất. Điều này làm huấn luyện viên rất có ấn tượng với Derek. Những cầu thủ vây quanh xô đẩy Charlie một cách rất thô bạo. Virgil cố gắng giúp cậu bé và kết cục là cũng bị hành hạ. Virgil kêu gọi sự giúp đỡ của bạn thân nhưng Derek lại làm ngơ. Charlie và Virgil bị treo trên bức tượng linh vật của trường, tô son môi, đeo băng đô, hoá trang, đồng phục của đội cổ vũ. Họ gặp nhau và trở thành bạn bè.
Bộ phim tiếp tục bắt đầu ở ba năm sau, họ cùng nhau học năm cuối cấp. Virgil và Charlie trở thành đôi bạn thân (Charlie khi này đã 14 tuổi), tuy nhiên vẫn phải cùng nhau ăn ở "bàn của những kể thất bại". Virgil thầm yêu Stephanie trong khi cô nàng đã quen với Derek được ba năm. Stephanie và Derek trở thành cặp đôi nổi tiếng nhất trường. Stephanie là đội trưởng đội cổ vũ trong khi Derek là thủ lĩnh đội bóng bầu dục. Virgil thuyết phục Charlie hãy chế tạo một cái gì đó có ích trong việc giúp anh ta trở nên giàu có hoặc nổi tiếng. Charlie bắt đầu chế tạo một cỗ máy thời gian với sự giúp đỡ của Virgil. Tuy nhiên, họ vẫn cần một người xây dựng hệ thống phần cứng. Zeke Thompson, một người bí ẩn, to lớn, làm việc trong một tiệm kim loại được họ mời tham gia vào dự án. Cùng nhau, họ chế tạo một cỗ máy thời gian tại phòng số 77 dưới tầng hầm của trường. Lúc đầu, Virgil có ý định trở về quá khứ để chơi xổ số, tuy nhiên, khi kế hoạch thất bại thì họ đã quyết định dùng cỗ máy để giúp đỡ những học sinh bị bắt nạt. Virgil tự xưng là Những cậu bạn thời gian mặc dù tất cả mọi người trong trường đều gọi họ là Những gã mặc đồ tuyết và không một ai biết họ thật sự là ai.
Những rắc rối thật sự bắt đầu khi Charlie tiết lộ rằng cậu bé đã đánh cắp dữ liệu của NASA để xây dựng cỗ máy thời gian. Câu chuyện gay cấn từ đây...

## Diễn viên
Jason Dolley vai Virgil Fox
Luke Benward vai Charlie Tuttle
Nicholas Braun vai Zeke Thompson
Chelsea Staub vai Stephanie Jameson
J.P. Manoux vai Vice Principal Tolkan
Steven R. McQueen vai Derek Beaugard
Kara Crane vai Jeanette Pachelewski
Dexter Darden vai Chester
Kellie Cockrell vai Jocelyn Lee
Molly Jepson vai Amy Fox

## Lỗi kĩ thuật
Khi những cậu bạn thời gian trở về quá khứ để giúp đỡ Chester, một cái bản phát lệnh truy nã những gã mặc đồ tuyết có thể được nhìn thấy mặc dù bọn họ chỉ được biết đến sau khi phá vỡ mô hình của hiệu phó Tolkan.

## Âm nhạc
Run it back again do Corbin Bleu trình bày
Like whoa do Aly và AJ trình bày.

## Công chiếu quốc tế
Ngày 25 tháng 2 năm 2008 tại Anh
Ngày 12 tháng 4 năm 2008 tại Úc
Ngày 20 tháng 4 năm 2008 tại Châu Á
Ngày 23 tháng 5 năm 2008 tại Nhật Bản
Ngày 29 tháng 2 năm 2008 tại Ba Lan